# بیریولیا
بیریولیا (به لاتین: Biryulya) یک منطقهٔ مسکونی در روسیه است که در جمهوری آلتای واقع شده‌است.